# Melitaea uitasica
Melitaea uitasica är en fjärilsart som beskrevs av Wagner 1913. Melitaea uitasica ingår i släktet Melitaea och familjen praktfjärilar. Inga underarter finns listade i Catalogue of Life.